# Parque Quase-Nacional Abashiri
O Parque Quase-Nacional Abashiri é um parque quase-nacional localizado na prefeitura japonesa de Hokkaido. Estabelecido em 1 de julho de 1958, tem uma área de 37 261 hectares.